# جيف شميت (صحفي)
جيف شميت (بالإنجليزية: Jeff Schmidt)‏ هو صحفي وفيزيائي أمريكي، ولد في 1946.